# Шанин, Михаил Васильевич
Михаил Васильевич Шанин (21 ноября 1924 Буланиха, Зональный район, Алтайский край, РСФСР, СССР — 11 марта 2007 Осинники, Кемеровская область, РСФСР, СССР) — участник Великой Отечественной войны. Полный кавалер ордена Славы.

## Биография
Родился 21 ноября 1924. После окончания 4 классов школы, работал в колхозе. В июле 1942 призван в Красную Армию. В боях Великой Отечественной войны начал участвовать с ноября 1943. 10 марта 1944 во время боёв возле Фридриховки (Хмельницкая область, Украина), находясь в танке, отбил несколько атак противника. 25 марта 1944 разминировал мост (пулеметным огнём). Во время этого боя был ранен, но продолжал сражаться до окончания боя. 23 апреля 1944 награждён орденом Славы 3-й степени. 16 апреля 1944 советские войска отступили и Шанин своевременно заминировал мост, тем самым приостановив наступление противника. 23 июля 1944 возле села Подъякрув (Львовская область, Украина), отбил 3 контратаки противника, уничтожил 14 немецких солдат и 2 вражеских пулемёта. 23 сентября 1944 награждён орденом Славы 2-й степени. 22 января 1945 возле Бурзенина (Польша) несколько советских танков, в том числе и его, попали в засаду. Несмотря на это уничтожил 2 расчёта противотанковых пушек, чем обеспечил выход из засады. В этом бою получил 3 ранения. 10 апреля 1945 награждён орденом Славы 1-й степени. Демобилизован в августе 1945. Последние годы жил в Осинниках, где и умер 11 марта 2007.

## Награды
- Ордена:
  - Орден Славы I степени (№ 2981; 10 января 1945);
  - Орден Славы II степени (№ 3490; 23 сентября 1944);
  - Орден Славы III степени (№ 9980; 23 апреля 1944);
  - Орден Отечественной войны I степени.
- Медали:
  - Медаль «За отвагу» (6 мая 1944);
  - Медаль «За победу над Германией в Великой Отечественной войне 1941-1945 гг.»;
  - Медаль «В ознаменование 100-летия со дня рождения Владимира Ильича Ленина»;
  - Юбилейная медаль «Двадцать лет Победы в Великой Отечественной войне 1941—1945 гг.»;
  - Юбилейная медаль «Тридцать лет Победы в Великой Отечественной войне 1941—1945 гг.»;
  - Юбилейная медаль «Сорок лет Победы в Великой Отечественной войне 1941—1945 гг.»;
  - Юбилейная медаль «50 лет Вооружённых Сил СССР»;
  - Юбилейная медаль «60 лет Вооружённых Сил СССР»;
  - Юбилейная медаль «70 лет Вооружённых Сил СССР».
- Знак «25 лет победы в Великой Отечественной войне»